# Дионисиос Соломос (аэропорт)
Международный аэропорт Закинфа «Дионисиос Соломос» (греч. Διεθνής Αερολιμένας Ζακύνθου «Διονύσιος Σολωμός»; ИАТА: ZTH, ИКАО: LGZA) — аэропорт на острове Закинф в Греции, расположенный вблизи города Каламаки в восточной части острова и в 4,3 км от столицы остова города Закинфа. Носит имя греческого поэта Дионисиоса Соломоса.
В летний период помимо города Закинф аэропорт обслуживает такие туристические центры, как Лаганас, Циливи и Каламаки.